# 大森本場乾海苔問屋協同組合

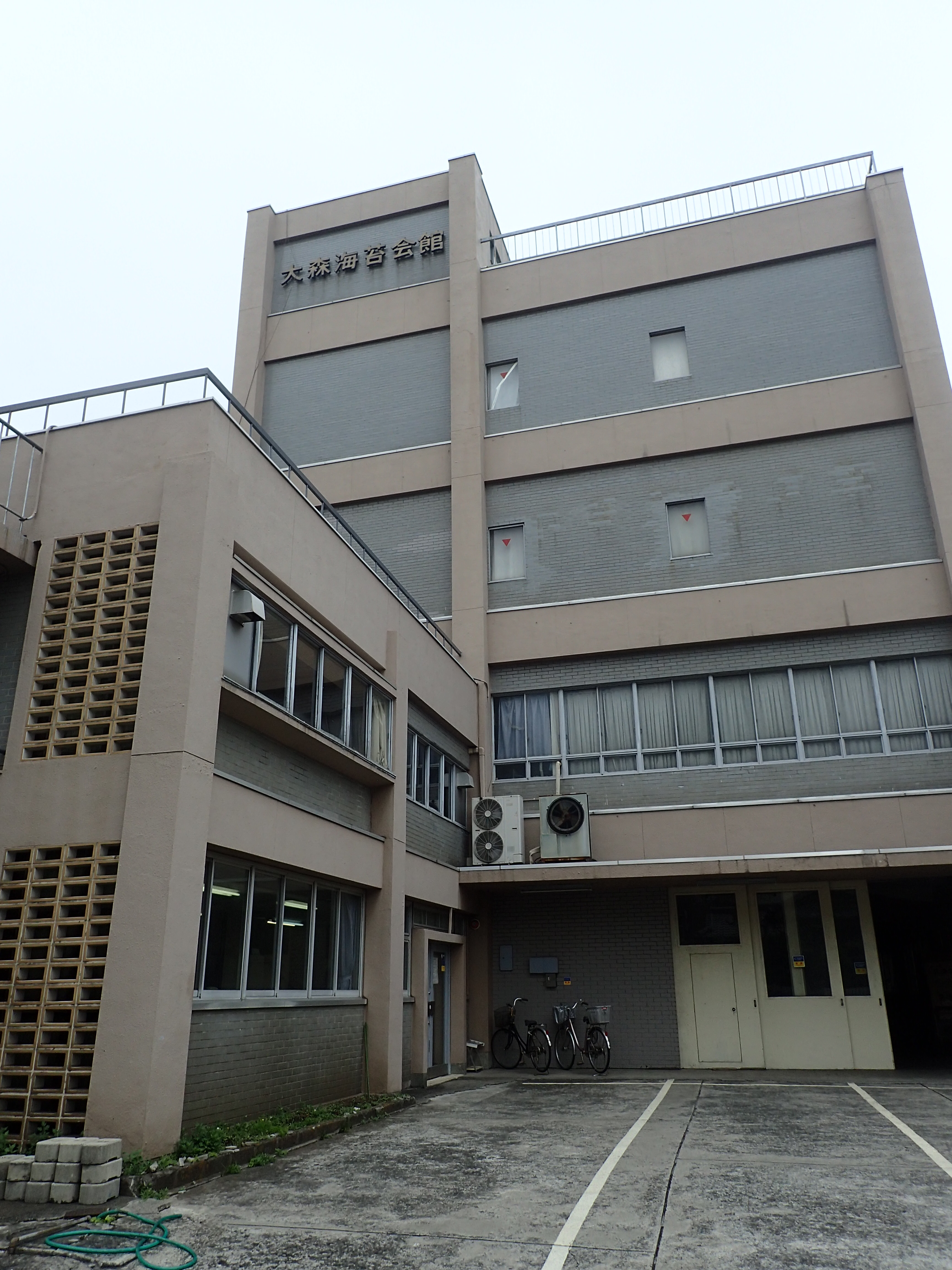
大森海苔会館

大森本場乾海苔問屋協同組合（おおもり ほんばほしのりどんや きょうどうくみあい）は、東京都大田区大森に所在する海苔問屋の協同組合である。
地元で生産された海苔の入札会を開くために設立された組合であるが、大森での海苔養殖は1962年（昭和37年）には漁業権を放棄し終了した。
その後は神奈川県産の海苔を中心に入札会を続けている。

## 組織概要
- 名称：大森本場乾海苔問屋協同組合[2]
- 所在地：〒143-0014東京都大田区大森中1-6-5
- 組合員数：57名（2015年10月現在）

## 業務内容
- 共販事業：神奈川県産海苔の入札を行う。

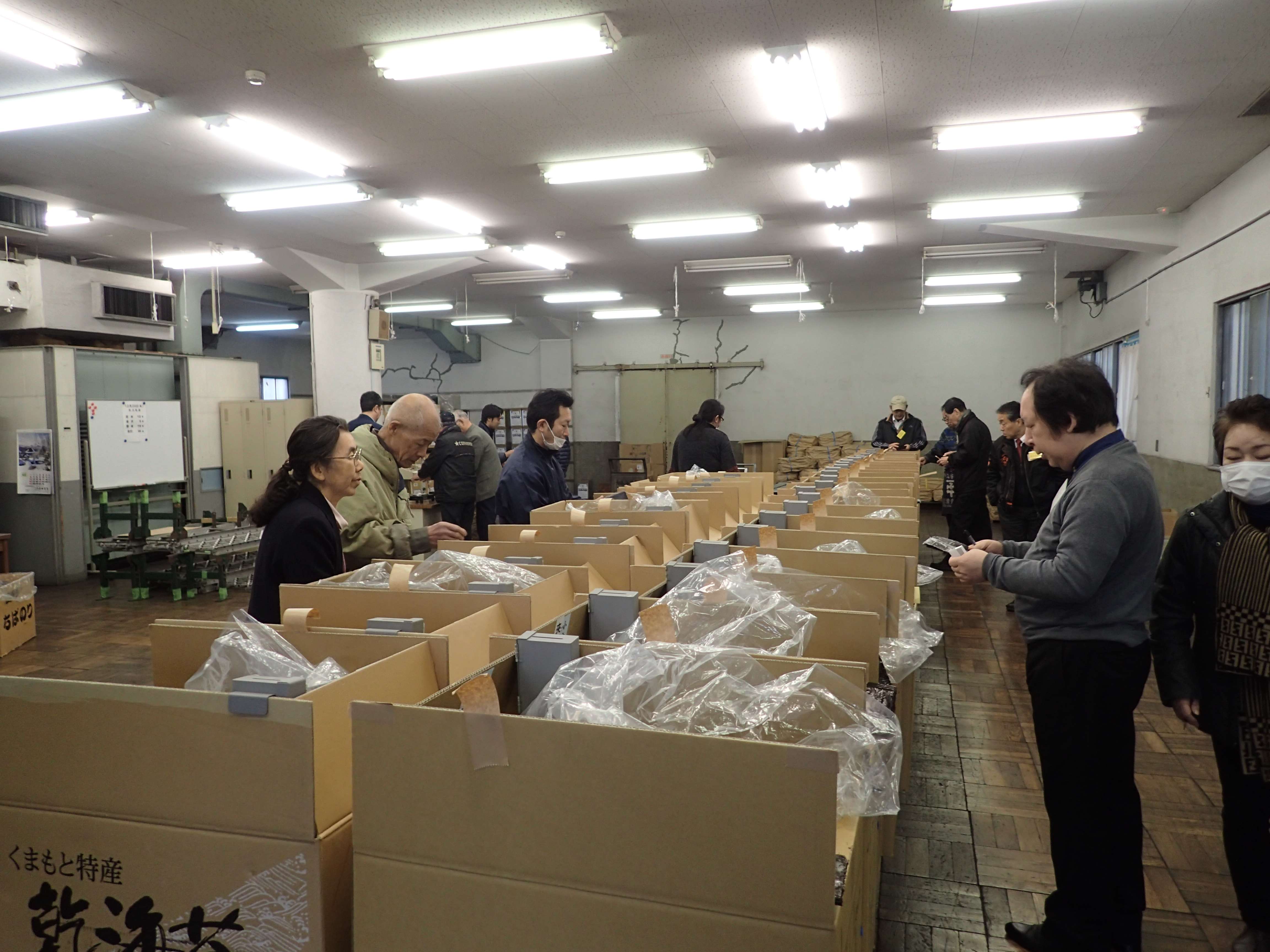
大森海苔会館で行われた入札会の写真

- 資材供給事業：包装資材、乾燥材等の販売を行う。
- 保管事業：倉庫の貸し出しを行う。
- 教育情報事業：講習会を開催する。
- 福利厚生事業：健康診断を行う。

組合誌「沿革」から引用

## 役員構成
- 理事長：1名
- 常務理事：3名
- 理事：7名
- 監事：2名

「全国海苔問屋協同組合連合会名簿」から引用

## 沿革
- 文化文政年間（1804年 - 1830年）現組合の基礎ともいえる大森海苔仲買仲間が組織される[5]。
- 1865年（慶応元年）大森村南原（現在の大森東一丁目）の稲田屋で初めての入札市が行われる。
- 1886年（明治19年）同業組合準則が発布された。それにより「大森本場乾海苔商組合」が結成され(員数32)[6]、東京府から本場の二文字を入れる事が許される。
- 1947年（昭和22年）品川、糀谷、羽田の各海苔問屋組合と合同して、大森本場乾海苔問屋組合に改組[7]。
- 1952年（昭和27年）中小企業等協同組合法に基づき、大森本場乾海苔問屋協同組合に改組。
- 1962年（昭和37年）大森海苔会館を新築。
- 1973年（昭和48年）大森海苔会館を増築。

組合誌「沿革」から引用

## アクセス
- 京浜急行・大森町駅から徒歩３分。